# Prutkov
Prutkov je priimek več oseb:
- Stepan Dimitrijevič Prutkov, sovjetski general
- Kozma Petrovič Prutkov, izmišljeni pisatelj